# ソウル姜氏
ソウル姜氏（ソウルガンし、朝鮮語: 서울강씨）は、朝鮮の氏族の一つ。本貫はソウル特別市である。
始祖は米国人の軍人である父と韓国人の母をもつ姜修一である。
姜修一はサッカーをするために住民登録番号を新しくする過程でソウル姜氏の始祖となった。